# Jan Syrový
Jan Bohumír Syrový (24. ledna 1888 Třebíč – 17. října 1970 Praha) byl československý armádní generál, příslušník a velitel Československých legií v Rusku a předseda československé vlády v období Mnichovské dohody od 22. září do 30. listopadu 1938. V období první republiky byl uctíván jako národní hrdina, navzdory tomu byl po 2. světové válce odsouzen za vlastizradu. Z vězení byl propuštěn po čtrnácti letech. V roce 2022 byl zproštěn všech obvinění v plném rozsahu a plně rehabilitován.

## Život

### Mládí
Narodil se v Třebíči dne 24. ledna 1888 do rodiny třebíčského obuvníka Jana Syrového a jeho manželky Anny Syrové v domě č. 1 na rohu Komenského náměstí a Palackého ulice. Dnes se ulice jmenuje Jihlavská brána, dům jíž nestojí.
Měl dva bratry a tři sestry. Nejmladší bratr Ladislav následně působil v Praze jako architekt a stavitel.
V Třebíči následně absolvoval obecnou a měšťanskou školu, střední školu vystudoval v Brně. Tehdy nastoupil do oboru stavební technik na Českou vyšší průmyslovou školu v Brně. Odmaturoval roku 1906, a poté nastoupil do rakousko-uherské armády.
V době, kdy nepobýval v Brně, se v průběhu studií aktivně zapojoval do činnosti třebíčského Sokola. Třebíčské zastoupení této organizace tehdy jakožto náčelník vedl Jan Máchal, absolvent třebíčského gymnázia, který se později podílel na celonárodní činnosti Sokola. Roku 1903 do třebíčského Sokola vstoupil také pedagog vyučující na škole v Třebíči–Nových Dvorech Josef Jiří Švec, se kterým se Syrový spřátelil. Švec roku následně 1911 odjel do Ruska. Samotný Syrový odešel za prací do Varšavy, která tehdy byla součástí Ruska. Ještě předtím však prošel prezenční vojenskou službou v Brně. Ve Varšavě pracoval coby zaměstnanec stavební firmy, díky čemuž si mohl našetřit na další studium. Tím prošel rovněž ve Varšavě, specializoval se na speciální železobetonové stavitelství a následně roku 1913 nastoupil do státní stavební kanceláře jako stavební technik.

### Vojenská kariéra
V době vypuknutí první světové války pracoval jako stavbař ve Varšavě. Přihlásil se jako dobrovolník do ruské armády, a stal se příslušníkem České družiny. V průběhu války byl několikrát povýšen a vyznamenán, ačkoliv nastoupil jako obyčejný voják, brzy dosáhl povýšení na důstojníka.
Zúčastnil se bitvy u Zborova, ve které 2. července 1917 přišel o pravé oko (byl těžce zraněn v průběhu dělostřelecké přípravy). Jako starodružiník nově vznikající Československé brigády provedl mnohé úspěšné průzkumné akce, jak dokládají hlášení hlavního štábu Ruské armády. Později se Syrový stal velitelem československých legionářů v Rusku a všech protibolševických vojenských sil na Sibiři. Již v hodnosti generála absolvoval celou sibiřskou anabázi československých legionářů. V červnu 1920 se vrátil do Československa jako všemi respektovaný národní hrdina.

V československých legiích na ruské frontě
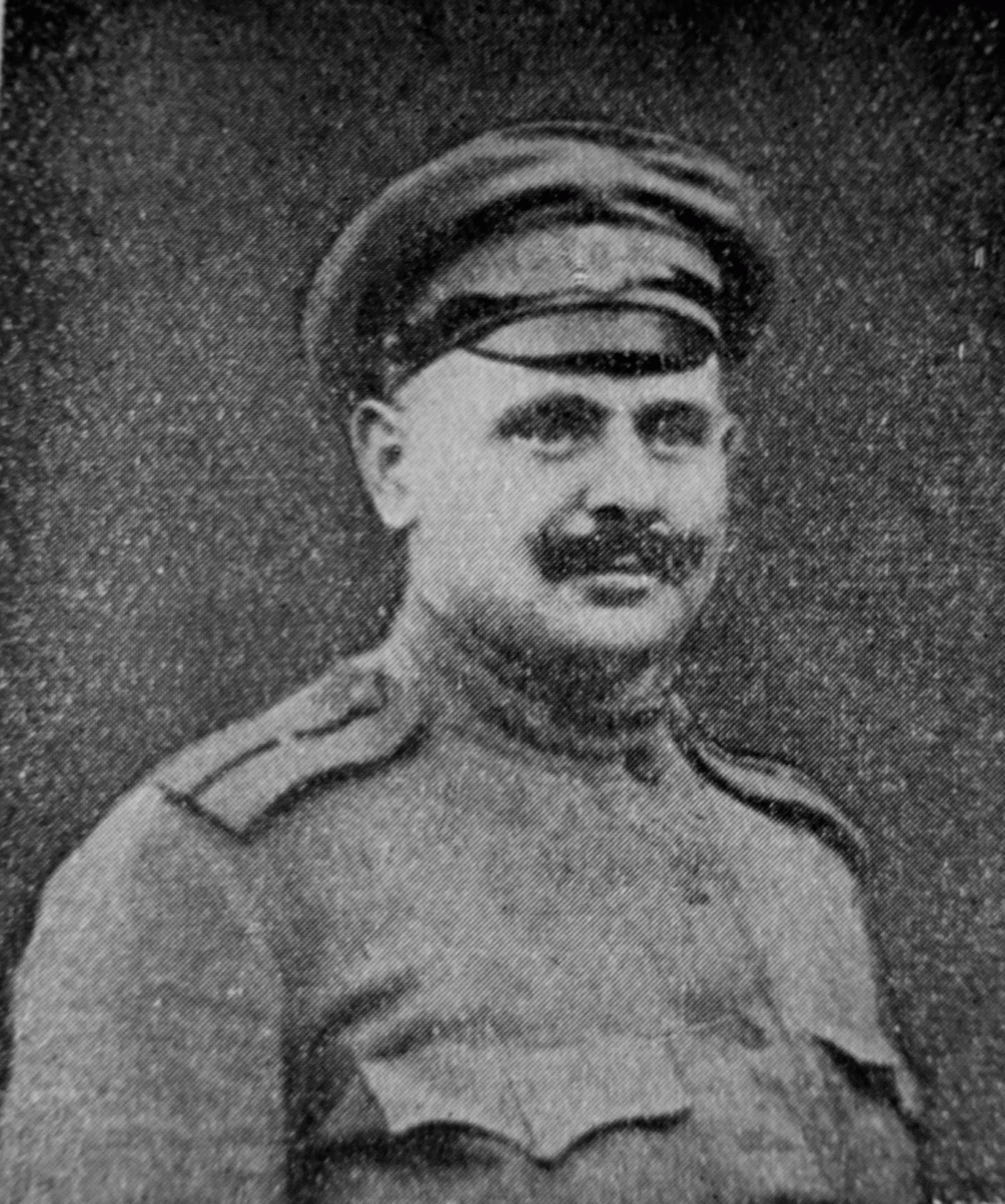
Jako jeden z prvních českých dobrovolníků – důstojníků
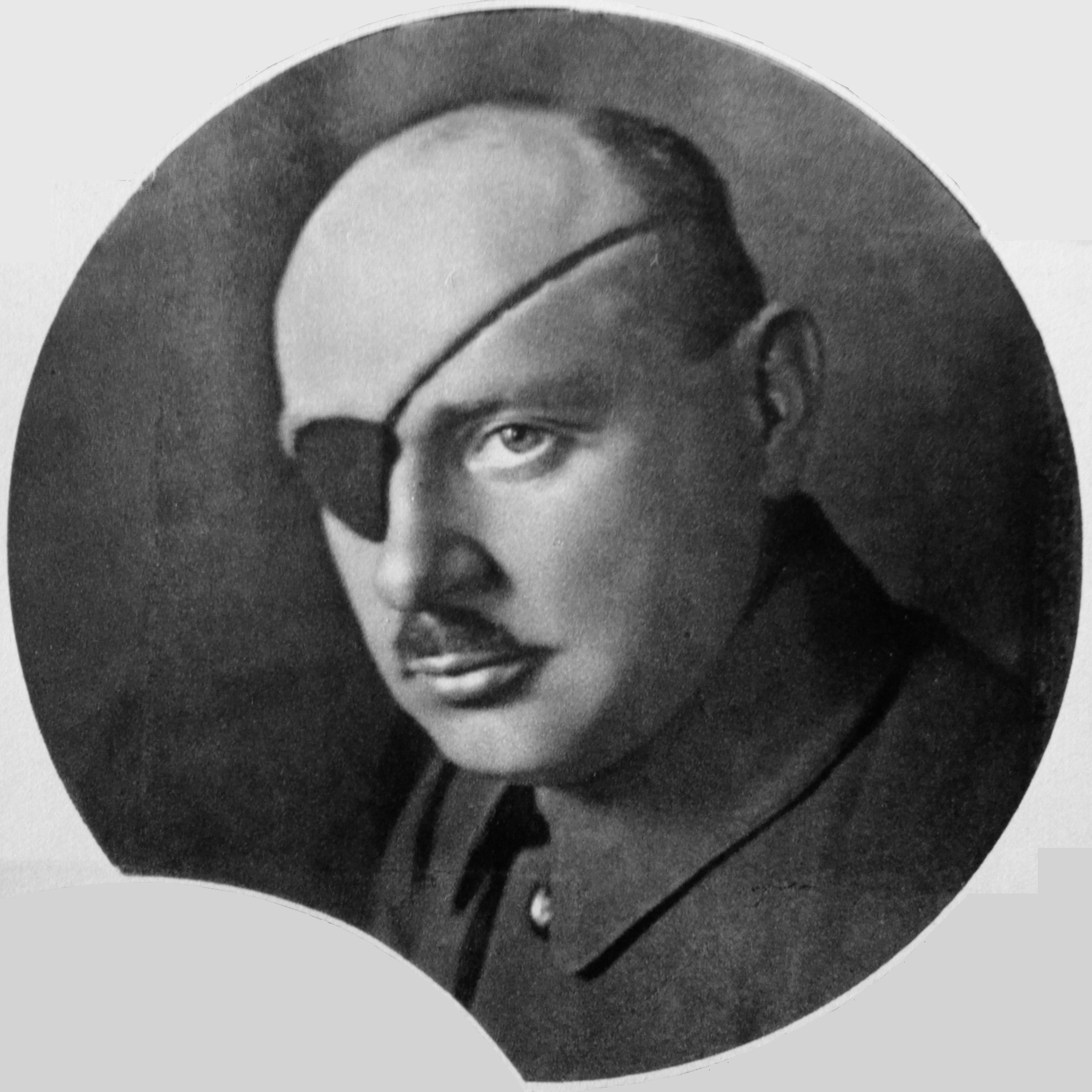
Jako velitel československého vojska v Sibiři (kolem 1918–1920)

Stal se zemským vojenským velitelem. V lednu 1924 přijal funkci podnáčelníka Hlavního štábu a 1. ledna 1925 se pak stal jako první český důstojník náčelníkem Hlavního štábu československé branné moci. Roku 1927 byl povýšen na armádního generála. Od roku 1933 se stal nástupcem generála Syrového v Hlavním štábu generál Ludvík Krejčí a Syrový byl namísto toho jmenován generálním inspektorem československé branné moci. Tato nová funkce měla být spíše reprezentativní, ale jakmile ji Syrový obsadil, začal se zasazovat o to, aby mu Krejčí přenechával různé povinnosti, což mezi oběma vyvolalo vleklý spor o pravomoce. Několik měsíců také zastával funkci ministra národní obrany.
Rodina si žila nad poměry, generál bral 6600 korun měsíčně, ale výdaje byly 13 tisíc. Proto Běla Syrová požádala hrad o finanční výpomoc.
30. května 1938 se jeho portrét objevil na titulní straně amerického časopisu Life s popiskem „Commander of the Czech army“.

### Podzim 1938
Syrový byl skeptický, že by československá armáda dokázala odolat německému útoku. Lidmi byl ale považován za novodobého Žižku, který vyvede republiku z krize. 21. září 1938 československá vláda přijala německý požadavek na postoupení pohraničních území s převahou německého obyvatelstva Německu. To v Československu vyvolalo silné protesty. Syrový byl povolán na Pražský hrad, aby svou autoritou uklidnil srocující se dav demonstrantů, kteří skandovali „dejte nám zbraně nebo Syrového“. Protestoval, ale jelikož Edvard Beneš v tu dobu spal, byl přemluven, před dav vystoupil a přednesl několik uklidňujících vět, po nichž se dav rozešel. Druhého dne vláda odstoupila, a nahradila ji úřednická vláda, které Syrový předsedal. V této funkci pak setrval do 30. listopadu 1938, kdy po něm funkci převzal Rudolf Beran. Do této doby spadá obsazení českého pohraničí na základě Mnichovské dohody.
Syrový ve vládě pokračoval až do dubna 1939 jako ministr národní obrany. Podílel se na poklidném obsazení zbytku Čech a Moravy německou armádou v březnu 1939 – vydal mimo jiné příkaz, aby nepříteli nebyl kladen odpor.
Prožívám nejtěžší chvíli svého života, neboť plním svůj nejbolestnější úkol, nad kterým lehčí by bylo zemřít. Zůstali jsme sami. Měli jsme volbu mezi zoufalou a bezvýslednou obranou, která by znamenala nejen obětování celého dospělého pokolení, ale i žen a dětí. A mezi přijetím podmínek, které v bezohlednosti jsouce položeny po nátlaku bez války, nemají příkladu v dějinách.
Jan Syrový, projev k národu, 

### Odsouzení a uvěznění
Během německé okupace se Syrový nijak neangažoval, a to ani na straně odboje, ani kolaborací s okupanty. Po celou dobu války byl sledován gestapem. Podporoval však rodiny lidí perzekvovaných Němci a tajně se souhlasem premiéra Eliáše převedl část prostředků z fondu pro legionáře pro potřeby odboje. Přesto byl hned 14. května 1945 zatčen a později odsouzen na dvacet let za vlastizradu. Osudným se mu stal především rozkaz z března 1939, aby československé jednotky nekladly odpor Němcům, ačkoliv byl k jeho vydání instruován svým vrchním velitelem – prezidentem Háchou. Za přitěžující okolnost mu bylo mimo jiné přičteno, že si podal ruku s Adolfem Hitlerem při jeho vstupu na Pražský hrad, přestože tato fotografie byla v podstatě zinscenována.
Z vězení byl propuštěn po čtrnácti letech při amnestii v roce 1960. Své odsouzení nesl velice těžce a až do své smrti je nepřestal považovat za nespravedlivé, protože ve všech případech nepopulárních činů a rozhodnutí plnil jako voják rozkazy nadřízených. Po svém propuštění se živil jako hlídač.

### Rehabilitace
V roce 2021 zahájila jeho rodina pokus o jeho rehabilitaci. V prosinci roku 2021 Městský soud v Praze návrh na obnovu procesu zamítl, soudkyně se vyjádřila, že k obnovení procesu nebyly předloženy nové a převratné důkazy. Vrchní soud v Praze dne 12. dubna 2022 rozhodl o povolení obnovy řízení (včetně Rudolfa Berana), zrušil rozsudek Národního soudu v Praze ze dne 21. dubna 1947 a vrátil věc státnímu zástupci k prošetření. Obnova řízení je dávána do souvislosti s tím, že soudní moc byla v tehdejším Československu ze strany Komunistické strany ovlivňována již před rokem 1948. 15. července 2022 státní zástupce Jan Kopečný z Městského státního zastupitelství v Praze zastavil trestní stíhání generála Jana Syrového a bývalého ministerského předsedy Rudolfa Berana. Státní zástupce nově posoudil věc tak, že jmenovaní se žádného trestně postižitelného jednání nedopustili a není ani důvod postoupit věc jinému orgánu.
V roce 2022 byla na Syrového rodném domě v Klimentově ulici v Třebíči odhalena jeho pamětní deska. V roce 2024 jeho příbuzní uvedli, že by si přáli, aby poblíž jeho rodného domu byla vztyčena jeho socha.

## Památka
V roce 2024 byla vydána kniha Armádní generál Jan Syrový – Jeden velký český osud, jejími autory jsou Radim Chrást, Karel Straka, Jaroslav Rokoský.

## Rodina
Bratrem jeho manželky Anny byl akademický malíř Jaroslav Malínský.

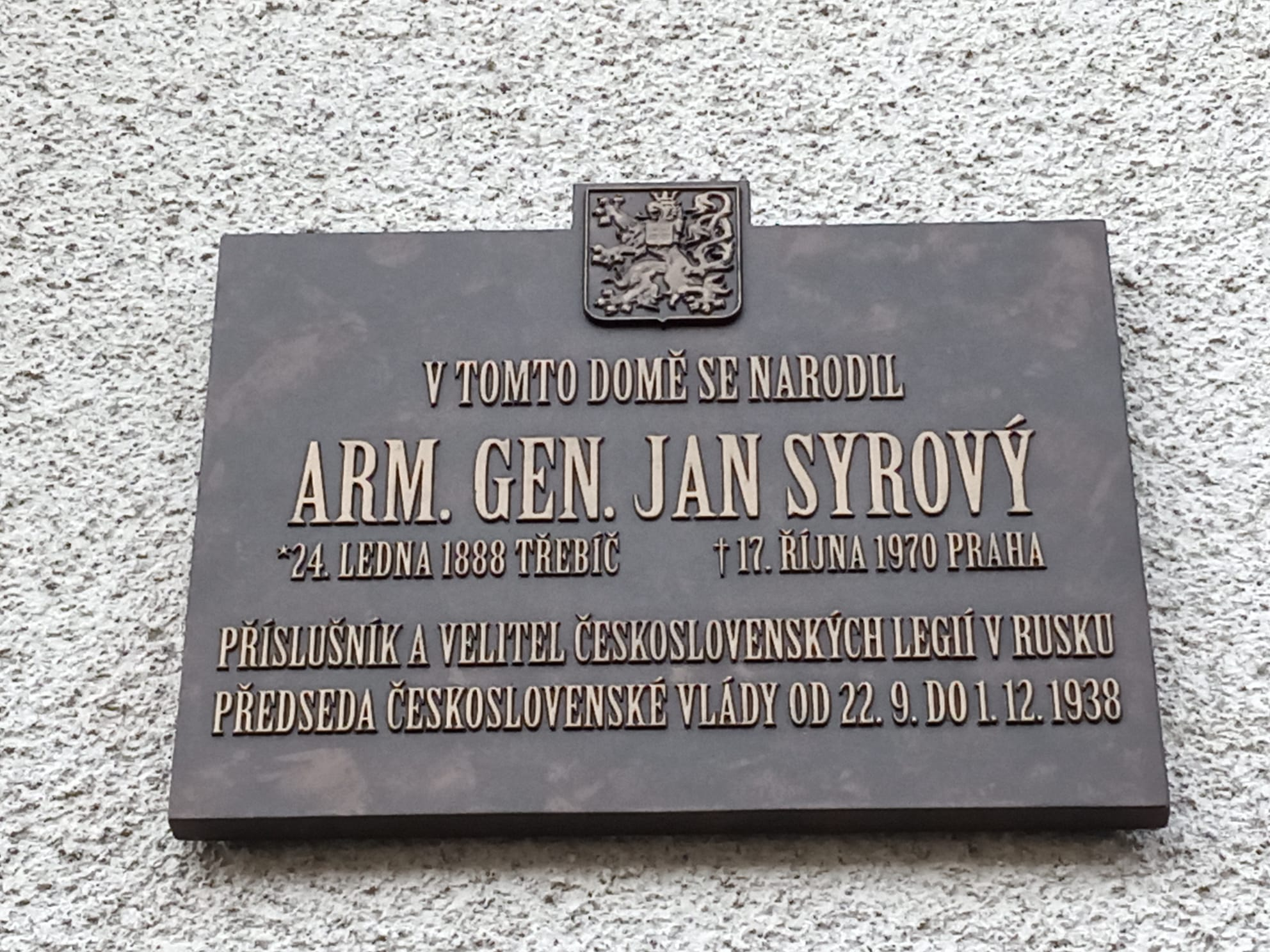
Pamětní deska na rodném domě v Třebíči, ulice Klimentova

## Vyznamenání

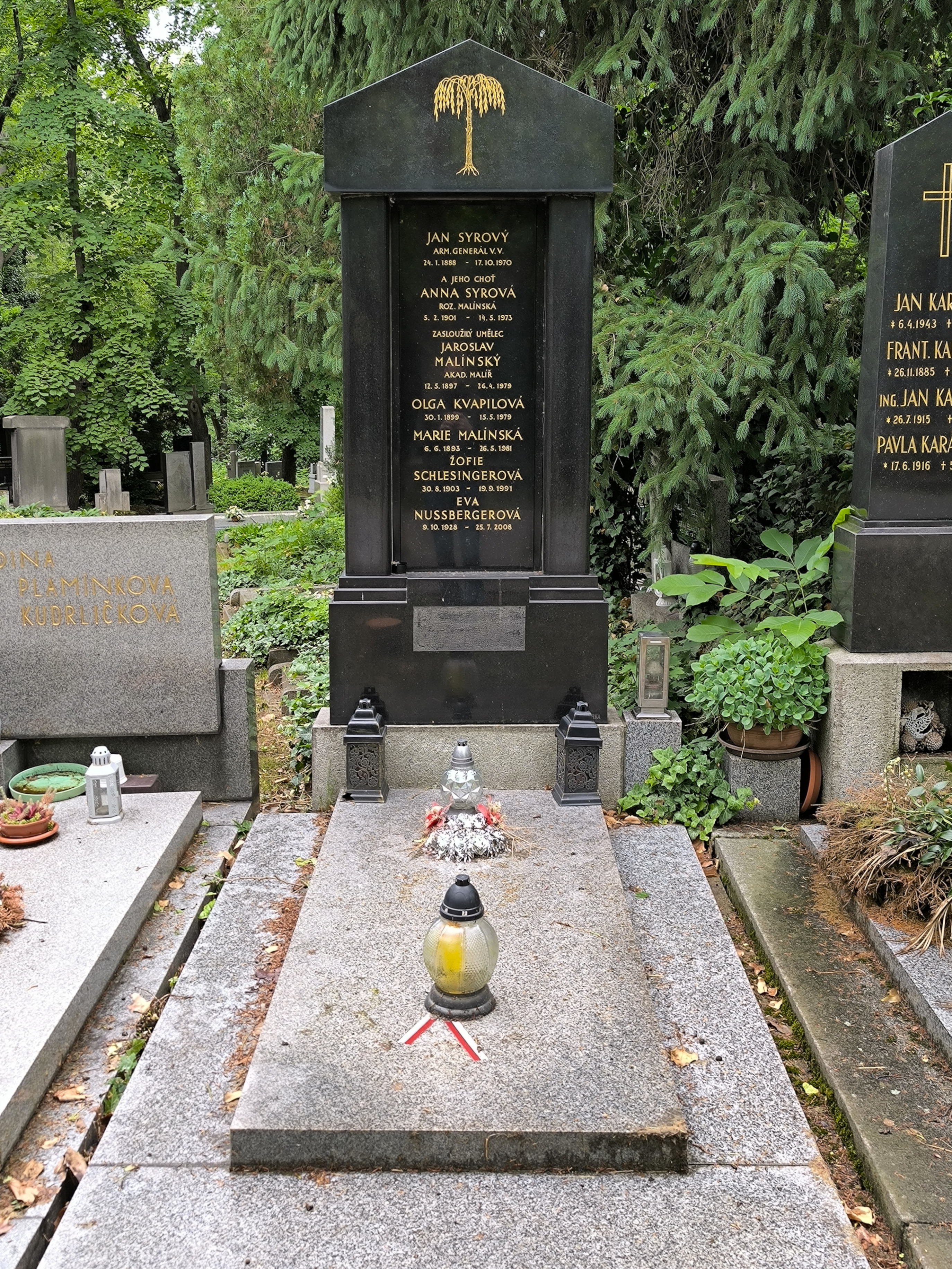
Hrob gen. Syrového na Olšanských hřbitovech

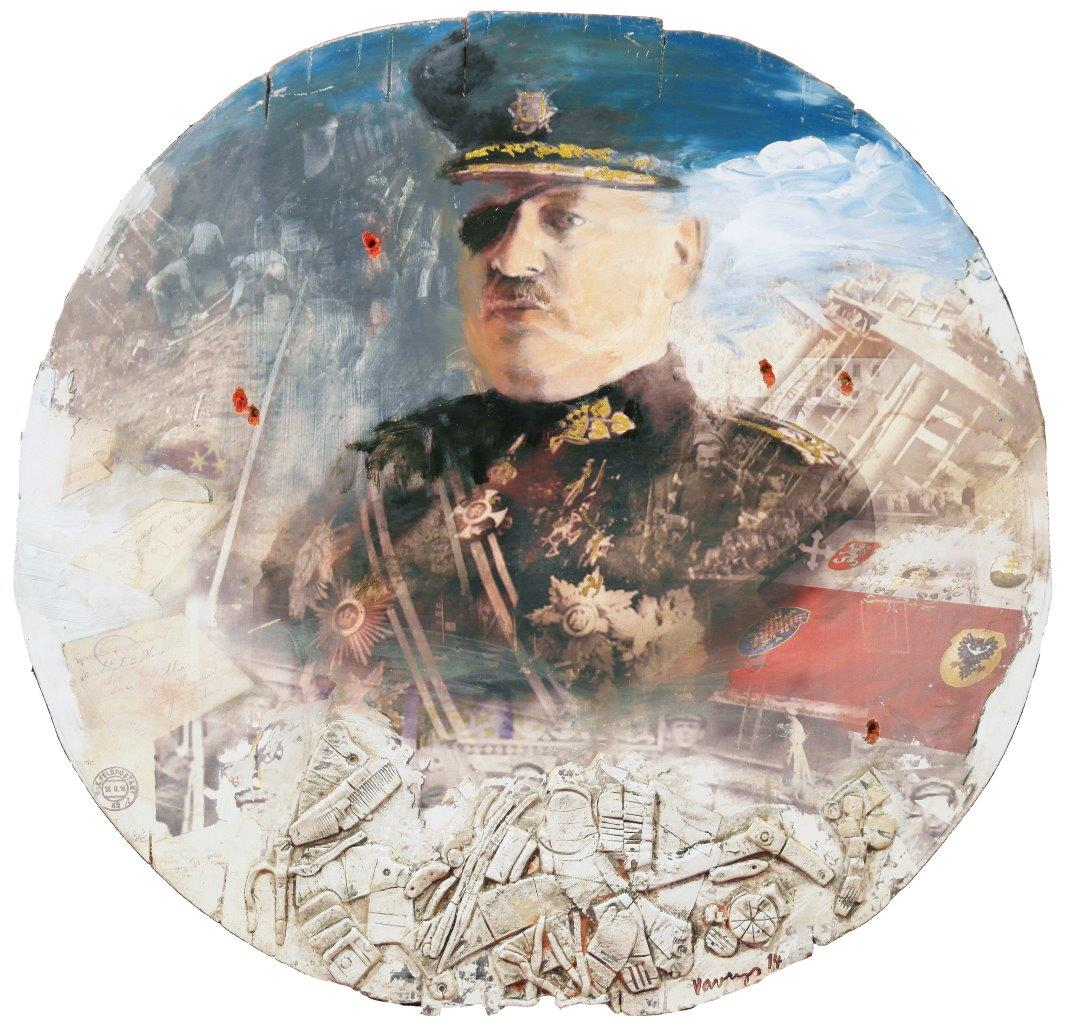
„General Jan Syrový“; autor: Pavel Vavrys; malba na dřevě – kruhový „střelecký terč“ o průměru 60 cm

Seznam vyznamenání udělených Janu Syrovému:
Československo
- Československý válečný kříž 1914–1918, se čtyřmi lipovými ratolestmi
- Řád sokola, s meči
- Československá revoluční medaile, se štítky „Č.D.“, „Zborov“ a čísly „1“, „2“
- Československá medaile Vítězství

Belgie
- Řád koruny, II. třídy – velkodůstojník
- Válečný kříž 1915[22]

Estonsko
- Řád orlího kříže[23], I. třída

Francie
- Řád čestné legie, II. třída – velkodůstojník [kdy?]
- Řád čestné legie, III. třída – komandér
- Řád čestné legie, IV. třída – důstojník
- Řád čestné legie, V. třída – rytíř
- Válečný kříž 1914–1918, s palmou

Itálie
- Řád italské koruny, II. třída – velkodůstojník
- Válečný záslužný kříž[24]

Japonsko
- Řád posvátného pokladu[25], II. třída

Jugoslávie
- Řád svatého Sávy, I. třída
- Řád bílého orla, I. třídy – velkokříž
- Řád bílého orla, II. třídy – velkodůstojník
- Řád Karadjordjevičovy hvězdy, II. třídy

Litva
- Řád Vytisova kříže[26], II. třídy

Lotyšsko
- Řád medvědobijce[27], II. třídy
- Řád tří hvězd, II. třídy

Maroko
- Řád Nischan el Quissam Alaouite, I. třída

Polsko
- Řád znovuzrozeného Polska, II. třídy

Rumunsko
- Řád rumunské hvězdy[28], I. třídy
- Řád rumunské koruny, II. třídy
- Řád Za věrné služby[29]
- Pamětní Kříž na válku 1916–1919[30] se štítkem „Siberia“

Ruské impérium
- Řád svatého Vladimíra, IV. třída s meči a mašlí
- Imperátorský Řád svaté Anny, IV. třída
- Řád svatého Stanislava, III. třída s meči a mašlí
- Řád sv. Jiří, IV. třída

Řecko
- Řád Fénixe[31], I. třídy
- Medaile Za vojenské zásluhy 1917[32]

Tunisko
- Řád Nichan Iftikhar[33], I. třídy

Spojené království
- Řád lázně, II. třídy (KCB)

## Ztvárnění v umění
V roce 2013 ho v seriálu České století ve 2. epizodě Den po Mnichovu (1938) ztvárnil herec Robert Jašków.